# Dimethylbis(pentafluorphenyl)zinn
Dimethylbis(pentafluorphenyl)zinn ist eine zinnorganische Verbindung.

## Herstellung
Dimethylbis(pentafluorphenyl)zinn kann durch Reaktion von Dimethylzinndichlorid mit Pentafluorphenyllithium oder durch Grignard-Reaktion von Dimethylzinndibromid mit Pentafluorphenylmagnesiumbromid hergestellt werden. Die Variante mit Pentafluorphenyllithium ergibt bessere Resultate in Bezug auf Ausbeute und Reinheit, allerdings kann das Reagenz leicht explodieren, was diese Synthese gefährlicher macht.

## Reaktionen
Dimethylbis(pentafluorphenyl)zinn wird als Reagenz zum Übertragen von Pentafluorphenylgruppen verwendet. Die Reaktion mit Bortrichlorid ergibt Chlorbis(pentafluorphenyl)boran, das wiederum als Edukt zur Herstellung von Bis(pentafluorphenyl)boran dient.